# Kolich Point
Der Kolich Point ist eine felsige Landspitze an der Scott-Küste des ostantarktischen Viktorialands. Sie liegt auf halbem Weg zwischen dem Spike-Kap und dem Gneiss Point am Ufer der Bay of Sails. 
Das Advisory Committee on Antarctic Names benannte sie 1976 nach dem Geophysiker Thomas M. Kolich, der im Rahmen des United States Antarctic Research Program in zwei aufeinanderfolgenden Sommerkampagnen zwischen 1973 und 1975 Untersuchungen auf dem Ross-Schelfeis unternommen hatte.